# Bakos Mihály
Bakos Mihály vendül: Miháo Bakoš (Sal, 1742. k. – Surd, 1803. április 9.) magyarországi szlovén (vend) evangélikus lelkész, tanító és író. A somogyi evangélikus egyházmegye esperese, a somogyi szlovénok prédikátora.

## Élete
A vas vármegyei Sallban (Šalovci, Szlovénia) született. Bár születésenek pontos ideje nem ismert, de szülei nevét tudni lehet, név szerint Bakos Ferenc és Ábrahám Éva. Szülőfaluja vallásilag összetett volt, részben katolikusok, részben evangélikusok lakták és Bakos családja ez utóbbi felekezethez tartozott. Nekik a közeli Őrihodoson (ma Hodoš, Szlovénia) volt templomuk. Tanulóéveiről nem sokat lehet tudni. Az elemi iskolát Domonkosfán (ma Domanjševci) járta, utána Nemescsóra került. Sopronban, az evangélikus gimnáziumban tanult tovább, majd 1762-ben a pozsonyi líceum tanulója lett. 1763-ban tanulmányai végeztével az ottani internátusnak volt a felügyelője.
1766. augusztus 26-án mint lelkész és tanító kezdett működni Nemescsón. 1773-ban feleségül vette a kőszegi Bleznai Katalint. Mint szlovénül tudó lelkész 1779-ben az akkor Somogy (ma Zala) vármegyéhez tartozó Surd élére került, mivel a területre rengeteg szlovén települt ki a Muravidékről, ahol eleinte csak. Az esküt 1780-ban tette le. Elődje Küzmics István, szintén szlovén, Biblia-fordító, neki volt kezdetben káplánja. 1797. november 26-án felavatta a szepetneki evangélikus templomot. 1784-ben rövid időre átadta hivatalát Horváth Mihály lelkésznek és egy éven át Tótkeresztúr (ma Križevci, Szlovénia) evangélikus község prédikátora volt. 1785-ben visszatért Somogyba és Surd pásztora maradt haláláig. Közben megválasztották a somogyi evangélikus egyházmegye esperesévé.
1796 körül készítette el énekeskönyvét, mely vend nyelvjárásban szól, egyéb írásai is voltak, de ezeket nem tette közzé. Művére a régi martyánczi énekeskönyv gyakorolt hatást, hasonló Szijjártó Istvánéra és más irodalmárokéra is. Az énekeskönyvet Barla Mihály átdolgozta és 1823-ban adta ki, 25 évvel később pedig Kardos János is. Ugyanebben az évben Győrszki Kátekizmus néven feltehetően ő dolgozta át Temlin Ferenc 1715-ös művét, amely az első prekmurjei nyelvű nyomtatott könyv volt.

## Műve
- Krszcsánszke peszmene knige (Keresztény énekeskönyv)